# Galceran de Cartellà
Galceran de Cartellà (segle xvii), baró de Falgons, fou un militar català.
Galceran de Cartellà va comandar durant la guerra dels trenta anys la companyia aixecada per la ciutat de Girona, sent fet presoner durant la batalla de Leucata. Fou rescatat a canvi de 800 lliures barcelonines en mil peces de vuit, que es van lliurar a Charles de Schomberg, el duc d'Hallwin.